# Elezione imperiale del 1636
L'elezione imperiale del 1636 si è svolta a Ratisbona il 22 dicembre 1636.

## Contesto storico
Nel 1618, con la "defenestrazione di Praga", era iniziata la guerra dei trent'anni. L'esercito dell'imperatore Ferdinando II d'Asburgo e della lega cattolica sconfisse i protestanti nella battaglia della Montagna Bianca, l'8 novembre 1620, costringendo alla fuga il loro capo Federico V del Palatinato. La Dieta di Ratisbona del 1623 privò Federico della dignità elettorale, che venne trasferita al duca di Baviera Massimiliano I, capo del ramo cattolico dei Wittelsbach. La guerra tra l'imperatore e i protestanti proseguì fino alla pace di Praga, che venne stipulata il 30 maggio 1635. L'anno seguente Ferdinando decise di organizzare l'elezione di suo figlio Ferdinando III a re dei Romani per assicurargli la successione al trono imperiale.

## Principi elettori
| Principe elettore | Principe elettore                  | Titolo elettorale        | Altri titoli                                                        | Confessione |
| ----------------- | ---------------------------------- | ------------------------ | ------------------------------------------------------------------- | ----------- |
|                   | Anselm Casimir Wambolt von Umstadt | Arcivescovo di Magonza   |                                                                     | Cattolico   |
|                   | Philipp Christoph von Sötern       | Arcivescovo di Treviri   |                                                                     | Cattolico   |
|                   | Ferdinando di Baviera              | Arcivescovo di Colonia   | Vescovo di Liegi Vescovo di Münster Vescovo di Paderborn            | Cattolico   |
|                   | Ferdinando II d'Asburgo            | Re di Boemia             | Imperatore del Sacro Romano Impero Arciduca d'Austria Re d'Ungheria | Cattolico   |
|                   | Massimiliano I di Baviera          | Duca di Baviera          | Conte Palatino del Reno                                             | Cattolico   |
|                   | Giovanni Giorgio I di Sassonia     | Duca di Sassonia         |                                                                     | Luterano    |
|                   | Giorgio Guglielmo di Brandeburgo   | Margravio di Brandeburgo | Duca di Prussia                                                     | Calvinista  |

## Esito
Ferdinando III venne eletto re dei Romani il 22 dicembre 1636 e divenne imperatore il 15 febbraio 1637, alla morte del padre. Fu incoronato il 18 novembre 1637.